# Hylkedal
Hylkedal er en tunneldal vest for Koldingbydelen Seest. Området blev skabt under Weichsel-istiden, og i dag ses det tydeligt hvor vandet løb. I bunden snor Seest Mølleå sig igennem landskabet.
Hylkedal består mest af et stort åbent område, hvor køer græsser om sommeren. På dalens skråninger vokser mange grantræer, men også løvtræer med blade. I og nær Hylkedal ligger Seest Boldklub, Seest Kirke, samt en skibakke og en motorvejsrasteplads, der blev udbygget i 2008.
En høj dalbro fører Sønderjyske Motorvej over Hylkedalsvej og tunneldalen.